# Tower 28
Tower 28 es uno de los edificios más altos en Nueva York, localizado en el barrio de Long Island City de Queens. Fue el edificio residencial más alto en Queens y el edificio residencial más alto de Nueva York fuera de Manhattan hasta 2021, cuando fue completada la Skyline Tower.
El edificio contiene 451 apartamentos, piscinas, spa, gimnasio, sauna y una plataforma de observación en el piso 60.